# Minettia dedecor
Minettia dedecor är en tvåvingeart som först beskrevs av Friedrich Hermann Loew 1873.  Minettia dedecor ingår i släktet Minettia och familjen lövflugor. Inga underarter finns listade i Catalogue of Life.